# Província de Nova Jérsei Oriental
```
   |-
       |
Erro:
:  
valor não especificado para "
nome_comum
"
```

A Província de Nova Jérsei Oriental (Province of East Jersey), juntamente com a Província de Nova Jérsei Ocidental, entre 1674 e 1702, de acordo com a "ação quinquipartite", eram duas divisões políticas distintas da Província de Nova Jérsei, que, por sua vez, veio a se tornar o Estado americano de Nova Jérsei. 
As duas províncias foram reunificadas em 1702. A capital de East Jersey estava localizada em Perth Amboy. A determinação de uma fronteira exata e definitiva entre Nova Jérsei Oriental e Nova Jérsei Ocidental foi motivo de disputa enquanto durou a separação entre elas.

## Histórico
A área que compreendia Nova Jérsei Oriental fazia parte da Nova Holanda. Os primeiros assentamentos (incluindo os atuais condados de Bergen e Hudson) holandeses incluíram Pavonia (1633), Vriessendael (1640) e Achter Kol (1642). 
Esses assentamentos foram comprometidos na Guerra de Kieft (1643-1645) e na Guerra dos Pessegueiros (1655-1660) Os colonos retornaram novamente às margens ocidentais do rio Hudson e constituíram o assentamento de Bergen, Nova Holanda, em 1660, que se tornaria o primeiro assentamento europeu permanente no território do atual Estado de Nova Jérsei. Durante a Segunda Guerra Anglo-Holandesa, em 27 de agosto de 1664, Nova Amsterdã se rendeu às forças inglesas.
Embora vários proprietários de East Jersey na Inglaterra fossem Quakers e o governador durante a maior parte da década de 1680, o principal líder Quaker Robert Barclay, a influência dos Quaker no governo não foi significativa. Até a imigração instigada por Barclay estava orientada a promover mais a influência escocesa do que a influência Quaker. Em 1682, Barclay e os outros proprietários escoceses começaram o desenvolvimento de Perth Amboy como a capital da província. Em 1687, James II permitiu a liberação de navios a partir de Perth Amboy.
Disputas frequentes entre os moradores e os proprietários, em sua maioria ausentes, sobre propriedade e taxações da terra atormentavam a província até sua rendição ao governo da rainha Anne em 1702.